# Вильгельм II (ландграф Гессена)
Вильгельм II Средний (нем. Wilhelm II. von Hessen, «der Mittlere»; 29 апреля 1469, неизвестно — 11 июля 1509, Кассель, ландграфство Гессен) — ландграф Гессена с 1500 года.

## Биография
Второй сын ландграфа Людвига II (1438—1471) и его жены Мехтильды Вюртембергской.
С детства предназначался для духовной карьеры. Воспитывался в Вюртемберге при дворе своего дяди Эберхарда V Бородатого, где получил хорошее образование.
Повзрослев, отказался принять священнический сан и в 1485 году стал сначала соправителем, а в 1493 году (после отречения брата — Вильгельма I Старшего) единоличным правителем Нижнего Гессена.
С юношеских лет был в дружеских отношениях с королём Максимилианом, в 1488 году вместе с Альбрехтом Саксонским освободил его из плена восставших горожан Брюгге.
В 1500 году после смерти своего бездетного двоюродного брата Вильгельма III Младшего, правившего в Марбурге, Вильгельм II объединил под своей властью весь Гессен, разделённый после братской войны 30 лет назад.
В 1504 году он заболел сифилисом и передал управление своими землями регентскому совету. Умер 11 июля 1509 года.

## Семья
Вильгельм II был женат дважды:

Елизавета фон Рохлиц

В 1497 году он женился на Иоланте, дочери графа Ферри II де Водемона. Умерла при родах в начале 1500 года. Их ребёнок, сын Вильгельм, умер вскоре после рождения.
В 1500 году он женился на Анне Мекленбург-Шверинской (1485—1525), дочери Магнуса II Мекленбургского. Дети:
- Елизавета фон Рохлиц (4 марта 1502 — 6 декабря 1557), муж — Иоганн, герцог Саксонии.
- Магдалена — умерла в младенчестве
- Филипп I (1504—1567) — ландграф Гессена.